# Канижа (эялет)

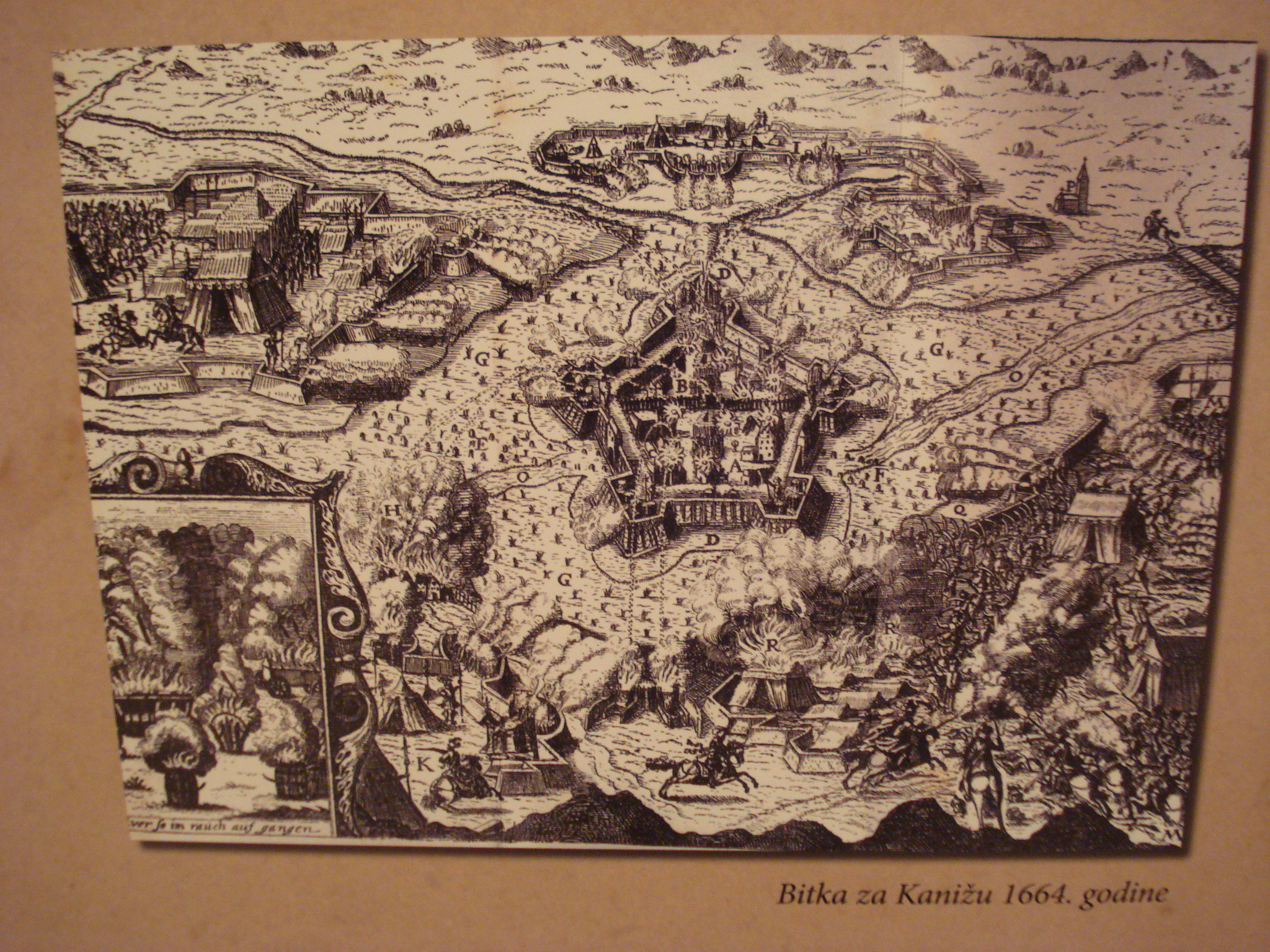
Битва за Канижу в 1664 году

Эялет Канижа  (осман. ایالت كانیژه‎; тур. Ḳanije; венг. Kanizsa) — эялет Османской империи, существовавший в 1660—1690-х годах

## История
Эялет Канижа был создан из части эялета Буда и эялета Сигетвар, а также земель, захваченных османами в ходе Тринадцатилетней войны в Венгрии. Эялет существовал до захвата Канижи Габсбургами в 1690 году. Он был официально передан Габсбургам по Карловицкому мирному договору в 1699 году.